# Jägersborgs IF

## Den första idrottsföreningen i Verums socken blev Jägersborgs IF år 1935
Det blev socknens östra del förunnat att få den första idrottsföreningen. År 1935 tog några personer med anknytning till upptagningsområdet för folkskolan i Jägersborg (Slätthulattorp), med läraren Arvid Andersson som organisatör, initiativet att bilda en förening för fotboll och annan sportutövning. Redan 1926 hade man slagit samman ”byalag” från Bolberöd, Hörlinge, Gubbarp, Skeinge, Björkeberga och Hagnarp till ett samlat Jägersborgslag. Men det hade spelats boll ännu tidigare i många av byarna. Den första läderkulan skall ha inköpts vid en cykeltur till Hässleholm 1918. Fotbollsidéerna i bygden fick extra spridning genom nödhjälpsarbetare från västra Skåne som var inkvarterade runt om i socknen och ibland låg kvar under veckosluten. Arbetarna byggde vägen Jägersborg-Hästveda hösten och vintern 1921. Den första matchen sägs ha gått av stapeln i juni 1926 då man fått en ordentlig plan att vara på. Jägersborgs IF förlorade då mot Vittsjös B-lag med 1-2.

## Fotboll
Jägersborgs IF avancerade till division 6 inför 2011.
Alla spelare kommer ifrån Osby, som ligger 9 km från Jägersborg. 
2002 fanns det inget fotbollslag i Jägersborg, men 2003 & 2004 startades det upp ett juniorlag som mest bestod av ishockeyspelare. Efter 2 säsonger med juniorlagsspel var det dags att flytta upp spelarna till a-lags serien. 2010 är det 6:e året som Jägersborgs IF spelar i division 7 sedan omstarten. 2009 gjorde man sin framgångsrikaste säsong sedan omstarten då man slutade på en fjärde placering vilket innebar kval till Division 6, där föll man dock mot FC Bukten och får spela ännu en säsong i Division 7.

## Fruktat lag i kommuncup
Föreningen Jägersborgs idrottsförening (JIF) bildades den 16 april 1935 och antogs i Riksidrottsförbundet i maj 1938. I det första serielaget 1936 spelade: Valter Nilsson, Lars Tillgren, Thure Persson, Arvid Persson, Verner Karlsson, Stanley Persson, Ruben Nilsson, Hilding Persson, Sven Ek, Folke Persson och Bertil Johannesson. På 1920-talet mönstrade man andra kända personer från bygden som: Magne Karlsson, Erik Hörlén, Arvid Andersson och Alfred Wihlborg. I Vittsjö kommuncup i fotboll under 1950- och 1960-talen, med sex deltagande klubbar, var JIF ett fruktat lag som slog ur underläge. År 1958 tog klubben hem mästerskapet under stort jubel. På 1970-talet huserade klubben i division V och vid ett ”derbyernas derby” på Jägersborgs hemmaplan 1974, med rekordpublik på närmare 500 personer, vann Verums GoIF med 2-1. År 1977 gjorde Jägersborgs IF sensation genom att vinna serien och avancera till IV:e divisionen. Där vann man mot lag som IFK Osby, Hässleholms IF och IFK Kristianstad.

## Framgångsrikt damlag på 1970-talet
Föreningen var tidigt på plan med damlag. Redan 1971 begicks premiären vid en turnering i Visseltofta och 1976 tog damerna serieseger i div III och spelade tre säsonger i allsvenskans division II. Ett oavgjort resultat (2-2) mot Malmö FF 1978 bevaras som en av föreningens största troféer. Efter ett par år med tillbakagång i serierna hamnade laget i div V men 1985 var man åter uppe i div III.

## Serieseger i pingis 1956
Det är inte bara inom fotbollen som JIF har stolta traditioner. Även i ”ping-pong” har föreningen vunnit lagrar. Bordtennisen kom igång 1947 och de första åren spelade man på ett vid Skeinge snickerifabrik tillverkat bord. Redan i februari 1948 organiserades en bordtennisserie inom Verums pastorat, bestående av dåvarande Verums och Visseltofta kommuner. Ett särskilt protokoll upprättades med ”Bestämmelser för bordtennisserien mellan Jägersborg – Verum – Visseltofta”. Jägersborgs bordtennislag kom in i Skåneserien omkring 1950 och tog seriesegern i division II norra 1956. Bland framstående pingisspelare i föreningen kan nämnas Kjell Almkvist, Agne Karlsson och Sven-Åke Olofsson.

## Gemenskap och jägersborgsanda
Fotbollen och pingisen har betytt särskilt mycket för sammanhållningen i de byar som låg i socknens utkant och saknade det ”smala” utbud av service som dock fanns i kyrkbyns närhet. Sagan om Jägersborgs idrottsplats som en samlingspunkt började så här enligt ett uttalande från en av de första entusiasterna: Vi samlades på liten bar plätt i skogen för att spela boll. Den utvidgades vid varje träning. Det ruskades bort ljung och enebuskar med bara händerna. Plätten blev större och större. På den första grusplanen fanns en elstolpe som de första spelarna fick dribbla bort, utöver motspelarna. I slutet av 1940-talet fick föreningen till stånd en ”riktig” plan som undan för undan förbättrats genom åren. Samma har skett med klubbhuset som utvidgats i flera omgångar alltsedan skolans källarvåning och ”Ryssa-Pallans” gamla stuga var de enda lokaler som stod till föreningens förfogande. Sven Göran Svensson, en duktig spelare och legendarisk föreningsordförande sedan 1969, beskriver den fina Jägersborgsandan i en jubileumsbetraktelse 1985: Klubbmedlemmar av olika årgångar har lagt ned mycket oegennyttigt arbete på idrottsplatser och klubbhus och tack vare dessa som naturlig samlingspunkt för trivsel och gemenskap kan Jägersborgs IF år efter år fortsätta sin idrottsverksamhet.